# Шевальов Валентин Миколайович
Валентин Миколайович Шевальов (1950) — український дипломат. Надзвичайний та Повноважний Посол України в Туркменістані.

## Життєпис
Народився 5 квітня 1950 року в Раменському районі, Московської області. У 1975 закінчив Київський інститут народного господарства, економіст. Академію народного господарства при уряді Росії (1992), спеціаліст державної служби.
З 1969 по 1970 — кресляр-конструктор інституту «Укрводоканалпроект» (м. Київ).
З 1971 по 1973 — ст.технік, інженер, ст.інженер інституту «Гіпромбуд» (м. Київ).
З 1973 по 1974 — старший інженер інституту «Укргіпродревпром» (м. Київ).
З 1974 по 1980 — старший інженер, начальник відділу СУ-2 треста «Будмеханізація» Головкиївбуду.
З 1980 по 1981 — начальник відділу треста «Будмеханізація».
З 1981 по 1983 — заступник Генерального директора ВО «Укрпромдинамо».
З 1983 по 1983 — начальник відділу СУ-1 треста «Будмеханізація».
З 1983 по 1992 — головний спеціаліст, начальник відділу Управління економіки Держбуду України.
З 1992 по 1993 — заступник начальника Головного управління економіки Мінінвестбуду України.
З 1993 по 1993 — начальник Управління економіки, змін форм власності і антимонопольних заходів в будівництві Мінбудархітектури України.
З 1993 по 1995 — заступник Голови Київської міської державної адміністрації.
З 1995 по 2000 — заступник Міністра, перший заступник Міністра зовнішніх економічних зв'язків і торгівлі України.
З 2000 по 2003 — керівник Торговельно-економічної місії у складі Посольства України в Словацькій Республіці.
З 2003 по 2005 — керівник Торговельно-економічної місії у складі Посольства України в Республіці Болгарія.
З 2005 по 2007 — заступник Генерального директора ЗАТ «Київбудінвест».
З 2007 по 2008 — заступник Голови Правління ЗАТ «Інтербудмонтаж» м. Київ.
З 2008 по 2009 — заступник Голови Правління ЗАТ «Київбудінвест».
З 2009 по 2010 — начальник управління Міністерства регіонального розвитку та будівництва України.
З 02.07.2010 — 19.07.2019 — Надзвичайний та Повноважний Посол України в Туркменістані.
З 2010 — 6 грудня 2013 — Надзвичайний та Повноважний Посол України в Ісламській Республіці Афганістан, за сумісництвом.

## Дипломатичний ранг
- Надзвичайний і Повноважний Посол (2015)[4]